# (1949) Messina
(1949) Messina ist ein Asteroid des Hauptgürtels, der am 8. Juli 1936 vom südafrikanischen Astronomen Cyril V. Jackson in Johannesburg entdeckt wurde.
Der Name des Asteroiden ist von der Stadt Musina (damals: Messina) in Südafrika abgeleitet.